# أل هوفمان
أل هوفمان (بالإنجليزية: Al Hoffman)‏ هو مؤلف موسيقى تصويرية وكاتب أغاني وملحن أمريكي، ولد في 25 سبتمبر 1902 في Stowbtsy district ‏ في روسيا البيضاء، وتوفي في 21 يوليو 1960 في نيويورك في الولايات المتحدة بسبب سرطان.

## وصلات خارجية
- أل هوفمان على موقع IMDb (الإنجليزية)
- أل هوفمان على موقع ميوزك برينز (الإنجليزية)
- أل هوفمان على موقع أول موفي (الإنجليزية)
- أل هوفمان على موقع قاعدة بيانات برودواي على الإنترنت (الإنجليزية)
- أل هوفمان على موقع قاعدة بيانات الأفلام السويدية (السويدية)
- أل هوفمان على موقع ديسكوغز (الإنجليزية)
- أل هوفمان على موقع قاعدة بيانات الفيلم (الإنجليزية)
- أل هوفمان على موقع كينوبويسك (الروسية)